# بیماری ازگود اشلاتر
بیماری ازگود اشلاتر (به انگلیسی: Osgood-Schlatter disease) یک بیماری مربوط به استخوان‌سازی بیش‌ازحد طبیعی در ناحیه برجستگی استخوان درشت‌نی است. معمولاً بیماران از درد ناحیه مربوطه شاکی هستند.
بیماری ازگود اشلاتر در پسران و دختران یازده تا پانزده سال اتفاق می‌افتد. بیماری در پسران شیوع بیشتری نسبت به دخترها دارد. این بیماری با سطح فعالیت‌های فرد ارتباط دارد. در ورزشکاران (وزرش‌های سنگین) شیوع بیماری به علت بالا بودن میزان فعالیت فرد بیشتر از افراد غیر ورزشکار است.

## سازوکار آسیب
علت بیماری به‌طور دقیق مشخص نیست اما می‌تواند در ارتباط با رشد سریع اسخوان و ضربات باشد. در اکثر موارد مرحله‌ای از رشد سریع استخوانی پیش از شروع بیماری وجود دارد.
با توجه به اینکه زردپی کشکک (پاتلار) به برجستگی استخوان درشت‌نی اتصال می‌یابد کشش‌های زردپی کشکک (مثلاً به علت انقباض‌های شدید عضلات چهارسر) به ویژه در قسمت انتهایی آن به برجستگی درشت‌نی انتقال می‌یابد و باعث افزایش استخوان‌سازی در این نواحی می‌شود. استخوان‌سازی می‌تواند در قسمت پشت زردپی کشکک نیز ایجاد گردد.

## علایم و نشانه‌ها
علایم و نشانه‌های بیماری ازگود اشلاتر عبارتنداز:
-وجود درد در قسمت جلوی زانو
-برجستگی بیشتر از حد معمول در ناحیه برجستگی استخوان درشت‌نی
-حساسیت به لمس در ناحیه برجستگی استخوان درشت‌نی
-درد با فعالیت تشدید و با استراحت کاهش می‌یابد.
-انقباض مقاومتی عضله چهار سر باعث تشدید درد می‌گردد.
-افزایش درد به هنگام چهار زانو یا دو زانو نشستن و فعالیت‌هایی چون دویدن و پریدن.
-سستی و آتروفی (کاهیدگی) ماهیچه چهارسر ران در مراحل پیشرفته وجود دارد.
-رادیوگرافی برجسته شدن و گاهی قطعه قطعه شدن برجستگی درشت‌نی را نشان می‌دهد.

## درمان
در بسیاری از موارد بیماری به‌طور خود به خود بهبود می‌یابد. درمان در گذشته شامل گچ‌گیری یا آتل‌گیری بود ولی امروزه به دلیل عوارض بی حرکتی کامل به ویژه در ورزشکاران کنار گذاشته شده‌است.
درمان شامل موارد زیر است:
-کاهش سطح فعالیت‌ها به ویژه در زمان‌هایی که درد شدید است.
-کنترل فعالیت‌های روزمره جهت جلوگیری از فشار به ناحیه برجستگی استخوان درشت نی.
-پرهیزاز وضعیت‌های دردناک
-استفاده از یخ در مراحل حاد
-تمرینات کششی مناسب تحت نظارت متخصص ارتوپد و فیزیوتراپیست
-استفاده از وسایل محافظت‌کننده جهت جلوگیری از فشار به ناحیه برجستگی درشت نی
-استفاده از داروهای ضد التهابی تحت نظارت متخصص ارتوپد
-انجام جراحی که بیشتر در موارد کندگی برجستگی استخوان درشت نی مطرح است.